# Sladna
Sladna (en serbio: Сладна) es un pueblo en el municipio de Srebrenik, Bosnia y Herzegovina.

## Geografía
El área alrededor de Sladna está casi cubierta de campos. El clima es hemiboreal. La temperatura promedio es de 11 °C. El mes más cálido es julio, co 22 °C, y el más frío es diciembre, con -4 °C. La precipitación media es de 1278 milímetros al año. El mes más lluvioso es mayo, con 235 milímetros de lluvia, y el más seco es marzo, con 73 milímetros.

## Demografía
Según el censo de 2013, su población era de 2867.
| 2572       | 3049 | 3376 | 3304 | 2867 |
| (Fuente: ) |      |      |      |      |